# Эцна
Эцна (исп. Edzná) — археологический памятник культуры майя на севере мексиканского штата Кампече.
Наиболее примечательным зданием Эцны является её главный храм. Сооружённый на платформе высотой 40 метров, он обеспечивает широкий обзор окрестностей. Город Эцна был населён уже в 400 г. до н. э., и был заброшен около 1500 г. н. э. В поздний классический период Эцна входила в государство Калакмуль.
Археологический памятник открыт для посетителей.

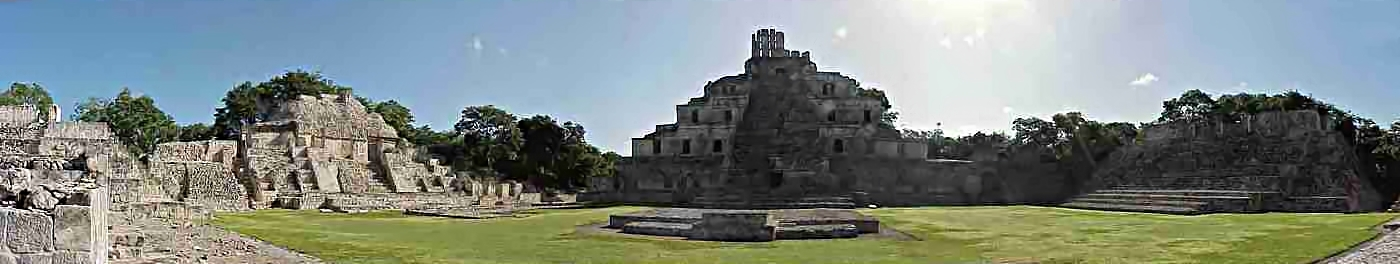
Площадь Эцны, вид снизу, 2001.